# Punapiplärka
Punapiplärka (Anthus brevirostris) är en fågel i familjen ärlor inom ordningen tättingar.

## Utseende och läte
Punapiplärka är en slank fågel med brun och beige fjäderdräkt. Bröstet är streckat och de yttre stjärtpennorna är vita, vilket syns väl i flykten. Arten liknar flera andra piplärkearter i Sydamerika, men särskiljer sig genom övervägande ljust utseende, frånvaro av tjocka strimmor på ryggen, ett svagt ögonbrynsstreck, tunt mustaschstreck och vitaktig, ej beigefärgad, buk. Andra piplärkor i dess utbredningsområde tenderar att föredra fuktigare miljöer. Sången är det bästa kännetecknet, en strof som framförs i flykten bestående av några tjippande toner som övergår i ett fallande strävt ljud, följt av ett antal vassa tjirpanden.

## Utbredning och systematik
Fågeln förekommer i Sydamerika från centrala Peru till västra Bolivia och centrala Argentina. Arten behandlades tidigare som underart till kortnäbbad piplärka (A. furcatus) och vissa gör det fortfarande.

## Levnadssätt
Punapiplärkan hittas i torra gräsmarker i höga bergstrakter. Den födosöker på marken, men kan ibland ses sitta på en högre utkikspunkt som ett klippblock eller telefontråd.

## Status
Arten har ett stort utbredningsområde och beståndet anses vara stabilt. Internationella naturvårdsunionen IUCN listar den därför som livskraftig (LC).